# Szép nyári nap
A Szép nyári nap 1973-ban, egy középiskolás építőtáborban játszódó musical. 2009-ben mutatták be, eredetileg egyszezonos műnek szánták. A nagy siker miatt a Budapesti Operettszínház hosszabb távon felvette az előadásai közé, 2016-ig folyamatosan műsoron volt. A darabot 2023-ban a Veres 1 Színház tűzte műsorára.
A musical dalait a Neoton Família együttes legnagyobb sikereiből válogatták össze, címét az együttes Vándorének dalának első sora után kapta.

## Cselekmény
|  | Alább a cselekmény részletei következnek! |

1973 nyara. Egy középiskolai osztály Panni néni, az osztályfőnök vezetésével bácskai építőtáborba utazik, egy jugoszláv határ mentén fekvő falu, Bácsszentmária paradicsomfeldolgozó üzemében fognak két hetet eltölteni. Velük utazik Juli, Panni néni lánya és a már érettségizett, az egyetemi felvételéről szóló értesítést váró Péter is.
Péter úgymond halmozottan hátrányos helyzetű. Apja 1956-ban disszidált, édesanyja hatéves korában meghalt, azóta a nagyanyja neveli. A félárva fiú egyrészt az apja távozása, másrészt a saját renitens viselkedése miatt megbízhatatlannak számít, az államvédelem titokban jelentéseket kap róla.
A csapatot az üzemben Anti bácsi, az igazságos, de meglehetősen szigorú üzemvezető fogadja. A napirend: ébresztő reggel ötkor, utána torna, mosakodás, reggeli, majd jön a paradicsomfeldolgozó üzemben a munka. A lényeg persze a szabad délutánokról és estékről, a bulizásról és szerelemről szól. Folyamatosak a próbálkozások, kudarcok, sikerek, csalódások. Eközben Juli és Péter között szerelem szövődik.
Péter levelet kap, miszerint a felvételije sikeres volt, ennek ellenére helyhiány miatt nem veszik fel,  persze ennek valószínűleg nem a helyhiány, hanem Péter úgymond megbízhatatlansága az oka. Elhatározza, hogy a közeli jugoszláv határon átszökik és disszidál, még Juli szerelme sem állhat útjában. Egy osztálytársa azonban kihallgatja őket, jelenti a két fiatal szerelmét és Péter disszidálási terveit.
A táborban derül ki, hogy az elvált és magányos Panni néni és az egyedülálló Anti bácsi húsz évvel korábban Leningrádban már találkoztak, egy rövidebb kapcsolat is volt köztük. A helyi Kishalász vendéglőben a két magányos ember között újra feltámadnak az érzelmek.
A táborba váratlanul egy katonás, parancsoláshoz szokott férfi érkezik, Kovács elvtárs. Panni néni döbbenten ismeri fel benne volt férjét, Juli apját, aki valahonnan megtudta Juli és Péter kapcsolatát és azonnal eltiltja Julit Pétertől, mint gyanús elemtől. Juli először az anyját hibáztatja, feltételezi, hogy ő árulta be őket.
A két hetes tábor fénypontja a Pesti Művésznő fellépése, Péter is ezen az estén akar szökni. Egy magyarázó búcsúlevelet is hagy maga után, ami Kovács kezébe kerül, akinek van olyan egy titka, amit senki, még volt felesége sem tudott róla. A rendőrség  államvédelmi osztályának a századosa, már régóta figyelteti Pétert. Noha Juli miatt magánemberként az sem bánná, ha Péter sikeresen távozna, a disszidálás miatt hivatalból elrendeli a tábor másnap reggeli bezárását.
A fiatalok számára marad még egy éjszaka, azt bulizással töltik. Noha azt hiszik, hogy Péter már rég átjutott a határon, ő visszatér. Ennek egyik oka a Juli iránt érzett szerelme, a másik pedig Juli korábbi számonkérése, mi lenne az országgal, ha mindenki elmenne, aki változást akar.
Az osztály a reggeli vonattal utazik haza, Juli és Péter együtt maradnak.
|  | Itt a vége a cselekmény részletezésének! |

## Szereplők

### Budapesti Operettszínház
2009 és 2016 között az alábbi szereplők léptek fel a szerepekben:
- Szabó Dávid/Veréb Tamás/Angler Balázs/Kocsis Dénes - Péter, leérettségizett diák
- Vágó Zsuzsi/Vágó Bernadett - Juli, Panni néni lánya
- Peller Anna/Réder Nóra/Vörös Edit/Bori Réka - Margó, Juli duci barátnője
- Vágó Bernadett/Szendy Szilvi/Fekete-Kovács Veronika/Muri Enikő - Ria, az osztály bombázója
- Szerényi László/Kocsis Dénes - Sanya, az osztály menő fiúja, Ria szerelme
- Kerényi Miklós Máté/Kádár Szabolcs/Laki Péter - Öcsi, az osztály vicces fiúja
- Szulák Andrea/Náray Erika/Janza Kata - Panni néni, osztályfőnök, Juli anyja
- Faragó András/Peller Károly - Tóth Antal, a paradicsomfeldolgozó üzem vezetője
- Náray Erika/Oszvald Marika/Sz. Nagy Ildikó - Rózsika, a tábor szakácsnője
- Csonka András/Dézsy Szabó Gábor - Panni néni elvált férje, államvédelmi százados
- Csepregi Éva/Csengeri Ottilia/Janza Kata/Náray Erika - a Pesti Művésznő

### Veres1 Színház
- Varga Péter (Péter, leérettségizett diák): Dósa Mátyás / Mechle Christian / Cseh Dávid Péter / Braga Nikita
- Kovács Júlia (Juli, Panni néni lánya): Holczinger Szandra / Gadó Anita / Széles Flóra
- Margó (Margó, Juli duci barátnője): Bajor Lili
- Ria (Ria, az osztály bombázója): Csáki Edina / Grubits Blanka / Ferenczy-Nagy Boglárka
- Sanya (Sanya, az osztály menő fiúja, Ria szerelme): Vincze Márton
- Öcsi (Öcsi, az osztály vicces fiúja): Krajnik-Balogh Gábor / Oláh Béla
- Panni néni (Panni néni, osztályfőnök, Juli anyja): Janza Kata / Náray Erika / Fésűs Nelly
- Tóth Antal (Tóth Antal, a paradicsomfeldolgozó üzem vezetője): Zöld Csaba / Harna Péter
- Tészabó: Pál Tamás / Kékesi Gábor
- Rózsika (Rózsika, a tábor szakácsnője): Zorgel Enikő
- Kovács Jenő (Panni néni elvált férje, államvédelmi százados): Janik László
- A Pesti Művésznő: Fésűs Nelly / Falusi Mariann / Márkus Judit / Csepregi Éva / Molnár Szilvia

## A musical dalai
A dalok Pásztor László, Jakab György és Hatvani Emese szerzeményei
- Prológ - Vándorének - Hátizsák-dal (táborlakók mind)
- Tini-dal (táborlakók)
- Megváltást várok (Péter)
- I Love You (Juli és Péter)
- Megőrülök a szerelemért (Sanya, Ria és a táborlakók)
- Bye-bye kedvesem (Sanya és Ria)
- Nyár van (táborlakók)
- 220 felett (Öcsi, Péter és a táborlakók)
- Szerelmes dal (Panni néni)
- Margaréta (Margó, Ria és a táborlakó lányok)
- Latin szerenád (Péter és Juli)
- Santa Maria (táborlakók)
- Szeretek ugrálni (Anti bácsi és a táborlakók)
- Itt vagyok (Panni néni és Juli)
- Szédült napraforgó (Ria és a táborlakó lányok)
- Don Quijote (Péter és a táborlakók)
- Pago Pago (Kovács, Anti bácsi, Panni néni és Rózsika)
- Vándorének (Sanya, Ria, Öcsi és a táborlakók)
- Születésnap (táborlakók)
- Születésnap repriz (táborlakók)
- Itt vagyok - repriz (Panni néni és Juli)
- Ha szombat este táncol (Öcsi, Margó, Ria és a táborlakó lányok)
- Kell, hogy várj (Péter és Juli) - szövegíró S. Nagy István
- Monte Carlo (A Pesti Művésznő és a táborlakók)
- Emlékül / Kell, hogy várj (Juli és Péter)
- Meglepetés-műsorszám - 200 felett repriz (Öcsi és a táborlakók)
- Holnap hajnalig (összes szereplő)

## A CD kiadvány dalai
- Vándorének (Szép nyári nap) (mindenki)
- 220 felett (Kerényi Miklós Máté, Szabó Dávid)
- Megőrülök a szerelemért (Vágó Bernadett, Szerényi László)
- Szerelmes dal (Szulák Andrea)
- Santa Maria (mindenki)
- Napraforgó (Vágó Bernadett, Peller Anna)
- Megváltást várok (Szabó Dávid)
- Pago Pago (Csonka András, Náray Erika, Faragó András, Sz. Nagy Ildikó)
- Tini-dal (mindenki)
- Kell, hogy várj (Vágó Zsuzsi, Szabó Dávid)
- Ha szombat este táncol (Peller Anna, Vágó Bernadett, Kerényi Miklós Máté)
- Monte Carlo (Csepregi Éva)
- Emlékül... (Vágó Zsuzsi)
- Egyveleg: Hétvégi motorozás, Mamma mia, Nem szállunk ki a hajóból (Csepregi Éva, Szulák Andrea, Náray Erika)
- Holnap hajnalig (mindenki)